# Gladiolus gueinzii
Gladiolus gueinzii là một loài thực vật có hoa trong họ Diên vĩ. Loài này được Kunze miêu tả khoa học đầu tiên năm 1844.